# Gespanschaft Vukovar-Syrmien

Das Komitat Szerém (Syrmien) zur Zeit des Königreiches Kroatien und Slawonien innerhalb Österreich-Ungarns

Die Gespanschaft Vukovar-Syrmien (kroat. Vukovarsko-srijemska županija) ist eine Gespanschaft in der kroatischen Region Slawonien. Sie umfasst den westlichen, zu Kroatien gehörenden Teil der Landschaft Syrmien um Vukovar herum und grenzt im Osten an die serbische autonome Provinz Vojvodina, an den Okrug Srem. Sie hat eine Fläche von 2.448 km² und  141.610 Einwohner (Volkszählung von 2021). Verwaltungssitz ist Vukovar.
In der Gespanschaft leben 141.610 Einwohner (Stand 31. Dezember 2021). Der nationalen Struktur nach waren 79,17 % der Bevölkerung Kroaten, 15,50 % Serben und 5,33 % andere Nationalitäten: Ungarn, Ruthenen, Slowaken, Bosniaken, Albaner und Ukrainer.

## Geschichte
Die Gespanschaft Vukovar und Syrmien wurde nach dem alten Pfarrbezirk Vukovo, das zum ersten Mal 1220 erwähnt wurde, benannt. Durch eine Urkunde des Herzogs Koloman aus dem Jahr 1231 erhielt Vukovo den Status einer freien königlichen Stadt und entwickelte sich zu einem Gewerbe- und Handelszentrum. Seit dem 14. Jahrhundert überwiegt der ungarisierte Name Vukovar. Am 11. November 1745 wurde in Vukovar die Gespanschaft Vukovar und Syrmien gegründet. Sie bekam ein eigenes Siegel und ein eigenes Wappen. Der erste Gespan war der Graf Marko Pejačević. Der Verwaltungssitz war Vukovar und ist es auch bis heute geblieben.

## Architektur
In der Gespanschaft Vukovar und Syrmien gibt es 688 evidentierte Denkmäler. Die ältesten sakralen Denkmäler sind die Grundmauern der frühromanischen Kirchen: St. Elias in Vinkovci, Selige Jungfrau Maria bei Bapska und St. Bartul in Novi Mikanovci. Gotischen Ursprungs sind die Franziskanerklöster in Ilok und Šarengrad, sowie der Komplex der Kirche St. Luka bei Lipovci. Aus dem 18. Jahrhundert stammen die monumentalen Schlosskomplexe mit den Lustgärten: Odescalchi in Ilok, Gosseau d’ Henneff in Nuštar und Eltz in Vukovar.

## Archäologie
Vučedol ist der Fundort unweit von der Stadt Vukovar. Die Funde stammen aus der Zeit des Äneolithikums (4.–2. Jahrtausend vor Christus). Werkzeuge und Waffen wurden aus Kupfer hergestellt, denn in der Kultur von Vučedol war die Metallurgie sehr entwickelt. Die Taube von Vučedol, ein Gefäß aus Ton, ist zum Symbol der im Kroatienkrieg (1991–1995) zerstörten Stadt Vukovar geworden.

## Wirtschaft
Die Gespanschaft Vukovar und Syrmien ist reich an Rohstoffen, von denen die wichtigsten Erdöl-, Gas-, Ton- und Kieselsteinfundorte sind. In dieser Gespanschaft befinden sich die fruchtbarsten Äcker der Republik Kroatien. Neben der Baumaterialherstellung, dem Forstwesen und der Lebensmittelindustrie, sind die Landwirtschaft und die Viehzucht die bedeutendsten Wirtschaftszweige. Die Landwirtschaft beruht auf traditionellen Kulturpflanzen: Gerste, Mais, Sojabohne, Sonnenblume, Weizen und Zuckerrübe. In der Viehzuchtindustrie ist Rinder-, Schaf- und Schweinezucht am meisten vertreten.

## Schulwesen
Die Grundschul- und Hochschulausbildung begann in dieser Gespanschaft im 18. Jahrhundert dank der Tätigkeit der Franziskaner in den Klöstern in Ilok und Vukovar. Im sozialistischen Jugoslawien kam es zu einer starken Entwicklung des Schulsystems. Es wurde die achtjährige Schulpflicht eingeführt, Grundschulen wurden in allen Gemeinden und Städten eingerichtet und in den Städten wurden auch Fachschulen und Gymnasien gegründet. Es gibt heute in der Gespanschaft Vukovar und Syrmien 19 Kindergärten, 50 Grundschulen und 15 Mittelschulen.

## Kultur
„Das Festival der Schauspieler“ ist das Festival des Monodramas und des Kammertheaters. Es findet in Ilok, Vinkovci, Vukovar und Županja statt.
„Die Tage von Josip und Ivan Kozarac“ finden in Vinkovci statt. Zu diesem Anlass treffen kroatische Literaten, Wissenschaftler und Kritiker zusammen um die Beiträge einzelner slawonischer Autoren für die kroatische Literatur zu besprechen.
„Herbste in Vinkovci“ und „Sitzgesellschaft in Županja“ sind die Veranstaltungen traditionellen Merkmals.

## Bevölkerung

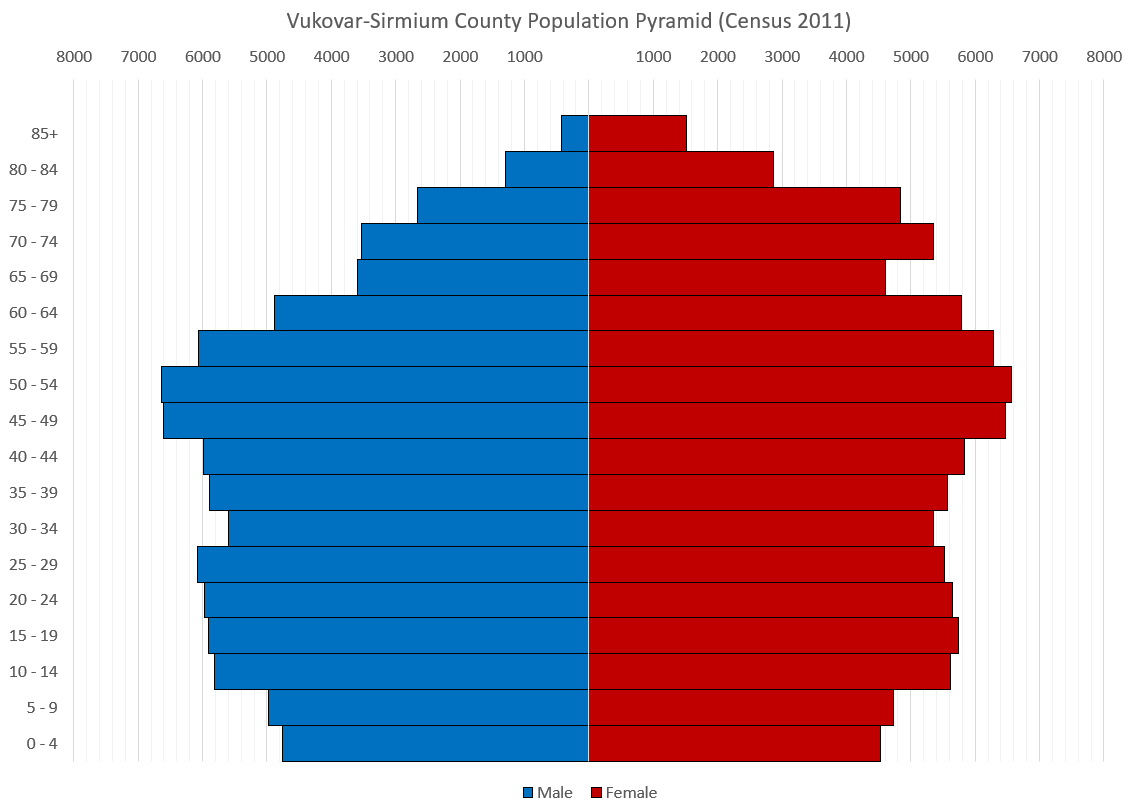
Alterspyramide der Gespanschaft Vukovar-Syrmien (Volkszählung 2011)

Zusammensetzung der Bevölkerung nach Nationalitäten (Daten der Volkszählung von 2011):
| Ethnie    | Anzahl  | Prozent |
| --------- | ------- | ------- |
| Kroaten   | 142.135 | 79,17 % |
| Serben    | 027.824 | 15,50 % |
| Bosniaken | 001.746 | 00,97 % |
| Ungarn    | 001.696 | 00,94 % |
| Russinen  | 001.427 | 00,79 % |
| Slowaken  | 001.185 | 00,66 % |
| Albaner   | 000.492 | 00,27 % |
| Ukrainer  | 000.419 | 00,23 % |
| Roma      | 000.253 | 00,14 % |

## Städte und Gemeinden

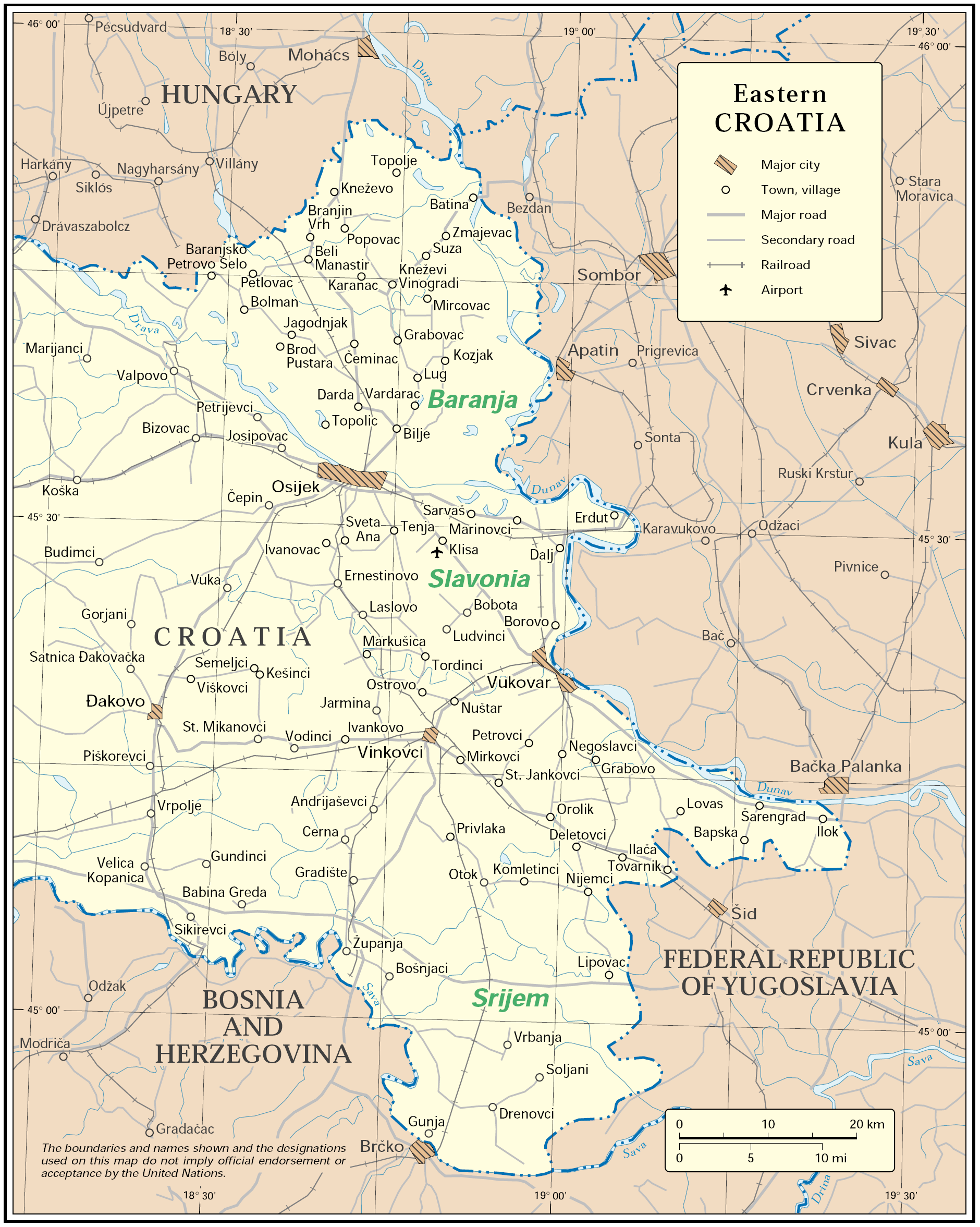
Karte von Ostslawonien

Die Gespanschaft Vukovar-Syrmien ist in 5 Städte und 26 Gemeinden gegliedert. Diese werden nachstehend jeweils mit der Einwohnerzahl zur Zeit der Volkszählung von 2011 aufgeführt.

### Städte
| Stadt    | Einw.  |
| -------- | ------ |
| Ilok     | 06.767 |
| Otok     | 06.343 |
| Vinkovci | 35.312 |
| Vukovar  | 27.683 |
| Županja  | 12.090 |

### Gemeinden
| Gemeinde        | Einw. |
| --------------- | ----- |
| Andrijaševci    | 4.075 |
| Babina Greda    | 3.572 |
| Bogdanovci      | 1.960 |
| Borovo          | 5.056 |
| Bošnjaci        | 3.901 |
| Cerna           | 4.595 |
| Drenovci        | 5.174 |
| Gradište        | 2.773 |
| Gunja           | 3.732 |
| Ivankovo        | 8.006 |
| Jarmina         | 2.458 |
| Lovas           | 1.214 |
| Markušica       | 2.555 |
| Negoslavci      | 1.463 |
| Nijemci         | 4.705 |
| Nuštar          | 5.793 |
| Privlaka        | 2.954 |
| Stari Jankovci  | 4.405 |
| Stari Mikanovci | 2.956 |
| Štitar          | 2.129 |
| Tompojevci      | 1.565 |
| Tordinci        | 2.032 |
| Tovarnik        | 2.775 |
| Trpinja         | 5.572 |
| Vođinci         | 1.966 |
| Vrbanja         | 3.940 |